# John Snow

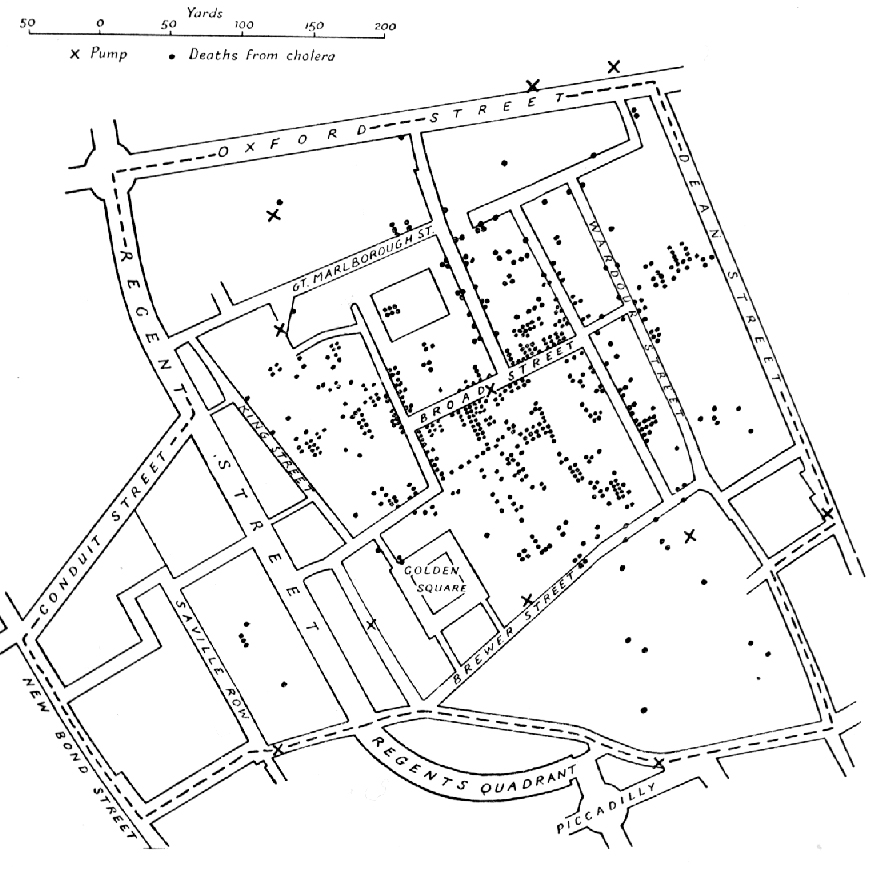
Variante del mapa original del Dr. John Snow. Los puntos son casos de cólera durante la epidemia en Londres de 1854 y Las cruces la ubicación de las bombas de agua.

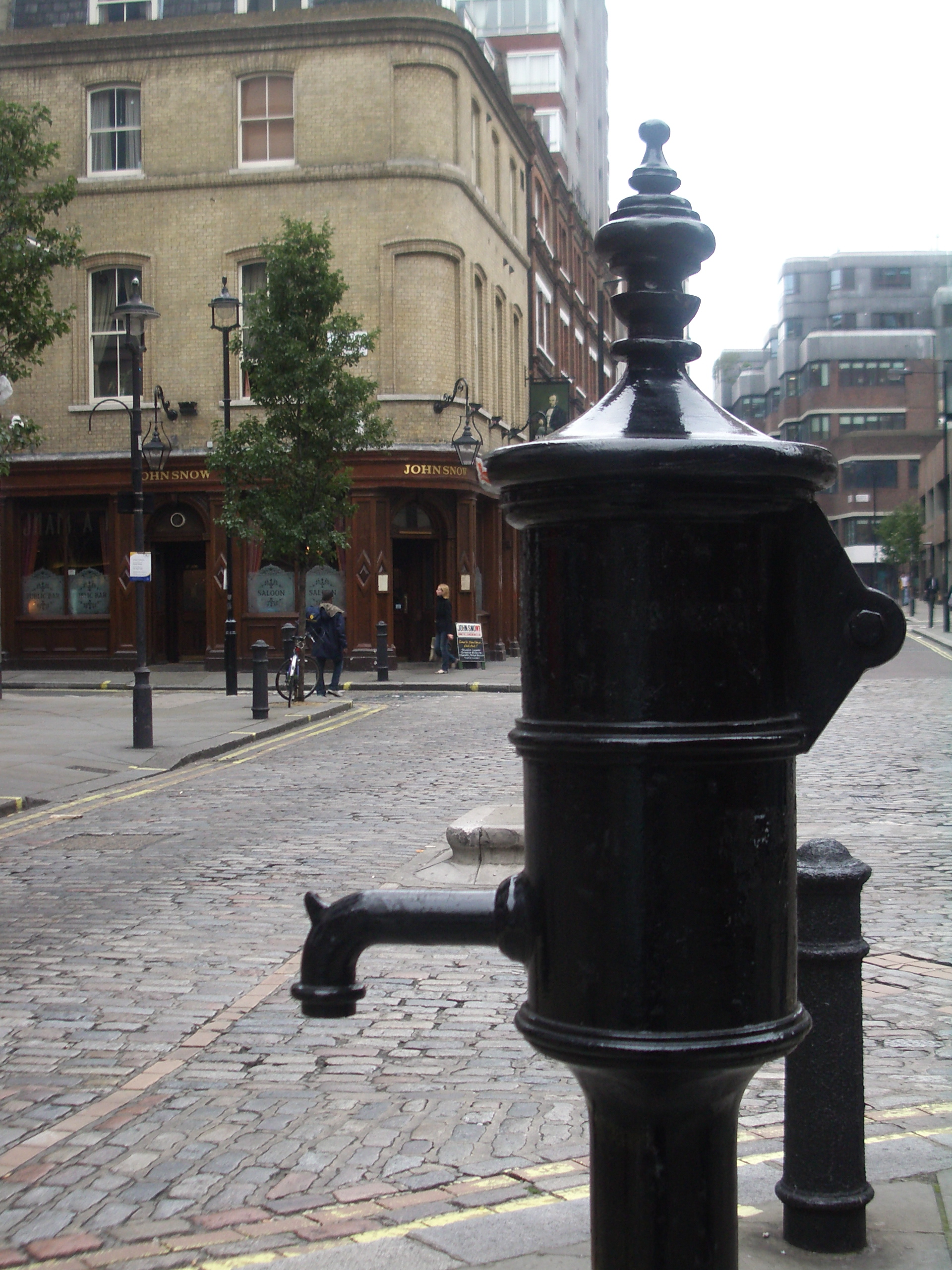
Réplica de la bomba de agua situada muy cerca de la ubicación original, en Broadwick Street (la moderna Broad Street). Fue erigida en 1992 en memoria de John Snow

Otro mapa atribuido como original de Snow.

John Snow (York, 15 de marzo de 1813-Londres, 16 de junio de 1858) fue un médico inglés precursor de la epidemiología, hasta el punto de ser considerado padre de la epidemiología moderna. En 1853 recibiría el título de sir después de que anestesiara a la propia reina Victoria en el parto sin dolor de su octavo hijo, Leopoldo de Albany, hecho que ayudó a divulgar esta técnica entre los médicos de la época.
Demostró que el cólera era causado por el consumo de aguas contaminadas con materias fecales, al comprobar que los casos de esta enfermedad se agrupaban en las zonas donde el agua consumida estaba contaminada con heces, en la ciudad de Londres en el año de 1854. Ese año cartografió en un plano del distrito de Soho los pozos de agua, localizando como culpable el existente en Broad Street, en pleno corazón de la epidemia. Snow recomendó a la comunidad clausurar la bomba de agua, con lo que fueron disminuyendo los casos de la enfermedad. Este episodio está considerado como uno de los ejemplos más tempranos en el uso del método geográfico para la descripción de casos de una epidemia.
La importancia del trabajo realizado por John Snow en Inglaterra radicó en romper con los paradigmas existentes para la época, en pleno siglo XIX, en la cual aún predominaba la fuerte creencia en la teoría miasmática de la enfermedad, también denominada «teoría anticontagionista». Más aún, Snow sentó las bases teórico-metodológicas de la epidemiología. Esta metodología científica ha sido llamada «método epidemiológico», el cual ha sido utilizado a través de la historia tanto para la investigación de las causas, como para la solución de los brotes de todas las enfermedades transmisibles; más recientemente se usa el método para la investigación de todos los problemas de salud y enfermedad que afecten a las comunidades humanas.

## El mapa del cólera de John Snow
En 1854 se produjo en Londres el brote de cólera más violento de Inglaterra. Aproximadamente 700 personas fallecieron en el barrio de Soho en menos de una semana, en un área de apenas medio kilómetro de diámetro. La consulta del Dr. Snow se encontraba muy próxima al centro de la epidemia por lo que conocía a varias de las víctimas.
John Snow venía utilizando desde hacía tiempo el uso de mapas en sus artículos y exposiciones como ayuda a la hora de argumentar sus hipótesis, por lo que aprovechó para comprar un mapa del barrio y, ayudado del párroco local Henry Whitehead, ir anotando en él las muertes que se habían producido por cólera en el mes de septiembre. Para ello recurrió al trabajo de campo, visitando uno por uno los edificios del área afectada, y ayudándose de los registros del hospital de Middlesex, a donde se trasladaban muchas de las víctimas.
El mapa recogía las defunciones con unas finas líneas de color negro que se iban apilando unas sobre las otras a medida que el número de decesos aumentaba. Con esta simple representación el mapa de John Snow trasmitía un claro mensaje visual al conectar incidencia con concentración. El resultado fue clarificador: la mayor parte de las muertes se habían producido en las proximidades de Broad Street. De igual manera Snow georreferenció sobre el mapa los pozos de agua, viéndose claramente como una gran cantidad de víctimas se concentraban en torno a la bomba de agua de Broad Street.
Así mismo, Snow investigó por qué existía casos como el de los 500 trabajadores de un taller de Poland Street —dentro de la zona de epidemia— donde únicamente murieron cinco hombres, concluyendo que el haber obtenido el agua no de la bomba de la calle Broad Street sino de una situada en el interior del edificio a muchos de ellos les había salvado la vida. Algo similar ocurrió en una destilería que contaba con un pozo privado.
Snow también se dio cuenta como algunas de las víctimas, aún a pesar de vivir lejos del pozo de Broad Street, contrajeron la enfermedad debido a que, por motivos laborales o familiares, pasaban regularmente por dicha calle y bebían de esta agua.
John Snow no tardaría en persuadir a las autoridades para que clausurasen esa fuente como foco causante de la epidemia, evitándose la expansión de la enfermedad. Más tarde se supo que el motivo de la contaminación se encontraban en los restos fecales procedentes de los pañales de un bebé enfermo que, a través de un pozo negro, se filtraron al agua subterránea del pozo afectado.
Al año siguiente, en 1855, Snow presentó al comité formado para investigar la epidemia una versión actualizada de su ya por entonces famoso mapa en el que contenía un añadido: una línea que delimitaba el área de servicio en torno al pozo de Broad Street. Más del 70 % de las muertes por cólera durante el brote de 1854 se produjeron dentro de esta área de influencia, lo que reforzaba aún más si cabe la relación entre el agua contaminada y los casos de infección.